# Codex Washingtoniensis
O Codex Washingtoniensis, W ou 032 (Gregory-Aland), também conhecido como Manuscrito 'W', pertence provavelmente ao final do século IV ou início do século V. Contém 187 fólios dos quatro Evangelhos (20.75 x 13.75 cm).
Foi comprado por C. L. Freer, de Detroit e, atualmente, pertence à Biblioteca Nacional de Washington. Contém os 4 evangelhos na seguinte ordem ocidental: Mateus, João, Lucas e Marcos.